# The Getaway (álbum de Red Hot Chili Peppers)
The Getaway —en español: La Fuga— es el undécimo álbum de estudio de la banda de rock estadounidense Red Hot Chili Peppers, lanzado al mercado el 17 de junio de 2016. Es el primer álbum de la banda en ser producido por Danger Mouse, haciendo de este también su primer disco desde Mother's Milk de 1989 en no estar bajo la producción de Rick Rubin. Además, este es el segundo y último trabajo discográfico que el grupo grabó junto al guitarrista Josh Klinghoffer, tras haber lanzado con él I'm with You en el año 2011. The Getaway fue anunciado el 5 de mayo de 2016 junto al lanzamiento del primer sencillo, «Dark Necessities».
La banda lanzó una versión del álbum en vinilo de 180 gramos que será lámina de sellado y limitada a 5.000 copias en todo el mundo. Los paquetes, que son exclusivos de la tienda web, también incluyen a "Dark Necessities" en un solo casete y un 24" x 24" con obras de arte de litografía extendida. Los días 26 de mayo y 9 de junio de 2016, la banda dio a conocer en su canal de YouTube otros dos temas de su nuevo material: «The Getaway» y «We Turn Red». Al igual que "Dark Necessities", ambas canciones podían ser obtenidas gratuitamente al pre-ordenar el disco.
El 8 de septiembre de 2016, los Chili Peppers lanzaron el segundo sencillo del álbum, «Go Robot», acompañado también de un video musical.
Además, The Getaway cuenta con la participación especial de Elton John en la canción «Sick Love», el tercer sencillo del disco, lanzado el 4 de diciembre de 2016. Elton tocó el piano para este tema y ayudó en la composición del mismo junto a su colaborador Bernie Taupin.
«Goodbye Angels» fue lanzado como el cuarto sencillo de The Getaway el 4 de abril de 2017.

## Antecedentes
Luego de que la gira para promocionar su anterior disco I'm with You (2011) y de que un pequeño tour realizado en varios países sudamericanos y en distintas partes de Estados Unidos finalizaran, los Chili Peppers comenzaron la producción para un nuevo álbum en 2014. La idea de la banda era lanzar el nuevo disco en el 2015. Sin embargo, la producción se retrasó durante ocho meses debido a que el bajista Flea se quebró su brazo izquierdo mientras realizaba snowboard. Hasta ese momento, la banda se encontraba sin productor ya que después de más de 20 años junto a su lado, el grupo decidió no contar con Rick Rubin para producir su nuevo material y optar más tarde por Danger Mouse. El cantante, Anthony Kiedis, dijo "Tuvimos una experiencia inusualmente difícil al hacer este disco donde escribimos entre 20 y 30 canciones y todo estaba listo, y luego Flea fue a hacer snowboard y se rompió el brazo muy mal. No teníamos productor y cuando Flea volvió, apareció Danger Mouse y le dijimos “Tenemos todas estas canciones”, y él dijo: “Bien, dejémoslas todas ahí y vamos a hacer más”, entonces todo empezó de nuevo. 10 de las canciones en el álbum son del segundo proceso".
Kiedis, en una entrevista en la BBC Radio 2, también dijo que líricamente en el álbum muchas de las canciones fueron influenciadas por una relación de dos años que se vino abajo como una bomba nuclear.
En otra entrevista, el baterista de la banda, Chad Smith, afirmó que no había surgido ningún problema con Rick Rubin, sino que solamente querían trabajar con un productor diferente esta vez. Sin embargo, según dio a conocer Josh Klinghoffer en enero de 2020, el alejamiento de Rick Rubin se debió a una decisión suya: “Rick fue el productor en I’m with You y la razón por la que no quise trabajar con él por segunda vez fue porque sentí que entre ellos cuatro ya había una relación y me sentía un hombre extraño. Yo estaba tratando de integrarme y se hacía difícil tener voz cuando tenían una relación de hace más de 25 años. Era como si nadie me escuchara; claro, lo harían con el que ya había colaborado con éxito durante años”.
La banda también confirmó en una conferencia de prensa realizada antes de un concierto para iHeartRadio que Elton John tendría una pequeña aparición en The Getaway donde toca el piano en la canción «Sick Love». El mismo Elton y Bernie Taupin, colaborador desde hace muchos años del músico, ayudaron al grupo a escribir la canción, que fue publicada en el disco de los Peppers'.

## Promoción y lanzamiento
La banda realizó un concierto antes del lanzamiento del álbum el 26 de mayo de 2016. Tocaron tres canciones del mismo: «Sick Love», «Go Robot» y «This Ticonderoga». iHeartRadio emitió el recital el día que The Getaway fue lanzado al mercado. El video musical de «Dark Necessities», dirigido por la actriz Olivia Wilde, fue lanzado el 16 de junio de 2016 en la cuenta de Facebook del grupo.
Ese mismo 26 de mayo, la banda lanzó la canción «The Getaway» en su canal de YouTube y el 9 de junio lanzaron «We Turn Red». Aunque no son sencillos, se pusieron a disposición las dos canciones para comprar al día siguiente de su liberación como descargas gratuitas para los que pre-ordenaran el nuevo álbum.
También el 9 de junio se anunció que los aficionados en la ciudad de Nueva York y Los Ángeles podrían ganar una invitación a una fiesta exclusiva de escucha privada de The Getaway el 13 de junio de 2016. Los aficionados de otros países como Brasil y Argentina (14 de junio), Italia y Tailandia (15 de junio) y México (16 de junio) también tuvieron la oportunidad de asistir en las fiestas privadas de escucha. Debido a estas escuchas, el álbum se logró filtrar por completo en Internet tres días antes de su lanzamiento. The Getaway fue lanzado en todo el mundo el 17 de junio.
«Go Robot» fue lanzado como segundo sencillo del álbum. Un vídeo musical dirigido por Tota Lee fue confirmado el 26 de julio de 2016, cuando se encontraba siendo producido. Varios clips de adelantamiento fueron lanzados por los Chili Peppers en sus redes sociales los días 29 y 31 de agosto y 2, 4 y 6 de septiembre de 2016. Finalmente, el video fue lanzado el día 8 de septiembre.
Chad Smith, baterista de la banda, fue el encargado de confirmar el 13 de noviembre de 2016, a través de su cuenta de Twitter, que «Sick Love» se convertiría en el tercer sencillo del disco. También, Smith afirmó que saldría un videoclip para el tema, que fue lanzado el 4 de diciembre de 2016.
«Goodbye Angels» fue confirmado como el cuarto sencillo de The Getaway a finales de marzo de 2017 y fue lanzado unos días después, el 4 de abril. La banda publicó un video para la canción el día 9 de mayo que fue grabado en un concierto que el grupo brindó el 14 de abril de 2017 en el Philips Arena de Atlanta, Georgia.

## Gira
La gira para apoyar el álbum comenzó en junio de 2016 en el festival Rock am Ring en Alemania, con fechas en distintos festivales y lugares alrededor del mundo durante el resto del año. 
Después de un más de un año recorriendo el mundo, el "The Getaway World Tour" finalizó el 18 de octubre de 2017 cuando la banda se presentó en Glendale, Arizona.

## Escritura y composición
Este disco, a diferencia de su predecesor I'm with You, tiene líricas más profundas y oscuras por parte de Kiedis, similar a discos anteriores como One Hot Minute (1995), Californication (1999) y Stadium Arcadium (2006), volviéndose a centrar en la oscuridad de las drogas, todos los desastres que puede ocasionar la juventud y todos los problemas por los que han pasado. «Dark Necessities» conserva su estilo funky parecido a «Can't Stop» pero con un tono más oscuro y lento. La letra se refiere a la belleza de nuestros lados oscuros y que la cantidad de creatividad, crecimiento y luz en realidad proviene de esas luchas difíciles que tenemos en el interior de nuestra cabeza que nadie más puede ver. «Feasting on the Flowers» fue escrita como otro tributo a su guitarrista fallecido Hillel Slovak, con líricas mucho más oscuras que otras canciones del disco, en donde Kiedis narra que por la adicción a la heroína falleció uno de sus mejores amigos y no asistió a su funeral. «Encore» es la canción más calmada y alegre del disco, en donde Kiedis dice todo por lo que ha pasado, que él sabe los errores que cometió de joven con las drogas y tiene la experiencia suficiente para no volver a caer. «The Hunter» habla del padre de Kiedis, Blackie Dammet, que está envejeciendo y que Anthony siempre se sintió el padre en su relación.

## Arte del disco
La carátula del álbum es una pintura del artista Kevin Peterson, que muestra a una niña caminando a la par de un oso, un mapache y un zorro (que no llega a apreciarse en la portada del disco pero sí en la contraportada), mientras un cuervo está posado sobre un bolardo, mirando hacia donde se dirigen los animales y la pequeña. Según Peterson, "Los Red Hot Chili Peppers querían usar mi pintura "Coalition II" para la portada de su próximo disco. Yo les dije que estaba bien pero que no quería firmar autógrafos". Sobre este tema, el cantante Anthony Kiedis dijo: "Esta pintura es extremadamente cálida y humana, a pesar de ser de animales, es humana. Y también somos nosotros. Chad es el oso, Josh es la niña, Flea es el mapache y yo soy el pequeño y divertido cuervo". En algunos recitales del tour, el baterista Chad Smith usó un parche para la batería con la tapa del disco modificada, y las caras de los integrantes de la banda en cada personaje. Esta imagen fue creada en broma por una fanpage de la banda proveniente de Argentina.

## Lista de canciones
Todas las canciones han sido escritas por Red Hot Chili Peppers a menos que se indique otro autor.
| N.º | Título                    | Duración |  |
| 1.  | «The Getaway»             | 4:10     |  |
| 2.  | «Dark Necessities»        | 5:02     |  |
| 3.  | «We Turn Red»             | 3:20     |  |
| 4.  | «The Longest Wave»        | 3:31     |  |
| 5.  | «Goodbye Angels»          | 4:28     |  |
| 6.  | «Sick Love»               | 3:41     |  |
| 7.  | «Go Robot»                | 4:23     |  |
| 8.  | «Feasting on the Flowers» | 3:23     |  |
| 9.  | «Detroit»                 | 3:46     |  |
| 10. | «This Ticonderoga»        | 3:35     |  |
| 11. | «Encore»                  | 4:14     |  |
| 12. | «The Hunter»              | 4:00     |  |
| 13. | «Dreams of a Samurai»     | 6:09     |  |

- Datos: Q24021025

## Personal
Red Hot Chili Peppers
- Anthony Kiedis - Voz
- Flea - bajo (excepto en "The Hunter"), piano, trompeta y coros
- Josh Klinghoffer - guitarra y coros (bajo en "The Hunter")
- Chad Smith - Batería y percusión

Personal de grabación
- Danger Mouse - Producción
- Nigel Godrich - Mezcla

Músicos adicionales
- Danger Mouse - Mellotron y sintetizadores

- Elton John - piano en "Sick Love"
- Anna Waronker - Coros en "The Getaway"
- Mauro Refosco - Percusión en "Sick Love" y "Go Robot"
- Danielle Lupi - Arreglo de cuerdas
- Beverly Chitwood - Solo vocal en "Dreams of a Samurai"